# Vale Verde (kommun)
Vale Verde är en kommun i Brasilien.   Den ligger i delstaten Rio Grande do Sul, i den södra delen av landet, 1 600 km söder om huvudstaden Brasília. Antalet invånare är 3 253.
I omgivningarna runt Vale Verde växer i huvudsak städsegrön lövskog. Runt Vale Verde är det glesbefolkat, med 9 invånare per kvadratkilometer.